# 日本性交易产业

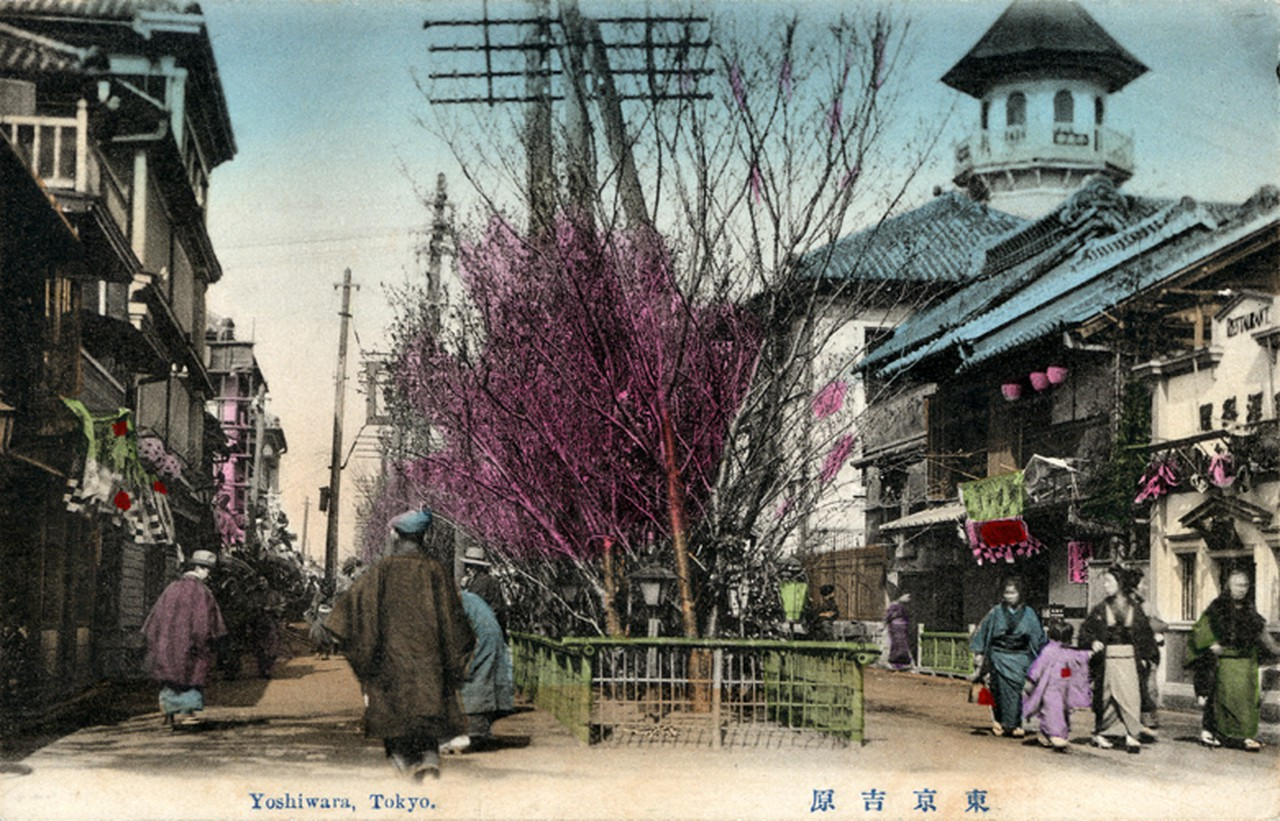
东京吉原遊廓

日本性交易产业自古便有之。1956年，日本通过《卖春防止法》，规定卖淫与嫖娼都是应该防止的行为。但由于法律漏洞以及对法律的不严谨解释，加之执法不严等问题，日本性服务业依旧繁荣，行業年收入约达2.3万亿日元（240亿美元）。
在日本，“风俗”一词常被用来指代性服务。由于日本法律将卖淫定义为以通过性交换取金钱的行为，大多数的“風俗”服务为规避法律提供非性交行为的聊天、舞蹈、洗浴，有时也会加有一些未被法律严格定义为性交的性行为。

## 历史
早在15世纪，来自中国、朝鲜半岛等东亚国家的人便经常光顾日本的妓院。后来的西方人，主要是欧洲的商人以及他们的印度和非洲裔船员，也开始光顾日本妓院。最早来到日本的是1540年代的葡萄牙商船，当时的日本人以为葡萄牙人来自印度次大陆的“天竺”，因此错误地认为基督教是一种新的“印度宗教”。造成这种误解的原因是印度果阿邦是葡萄牙东印度公司的中心所在地，葡萄牙商船上的印度船员很多都是印度基督教徒。
葡萄牙商人和他们的印度及非洲裔船员在日本经常贩卖奴隶，购买或是抓捕日本年轻女性作为他们船上的性奴隶 ，或是把她们贩卖到澳门，和葡萄牙在东南亚、美洲的其它殖民地 ，以及印度的殖民地。17世纪初，印度果阿邦已经出现了日本奴隶和奴隶贩的聚集区。此后，到访日本的欧洲东印度公司，包括荷兰东印度公司、不列颠东印度公司也开始参与日本性服务业。

### 江户时代

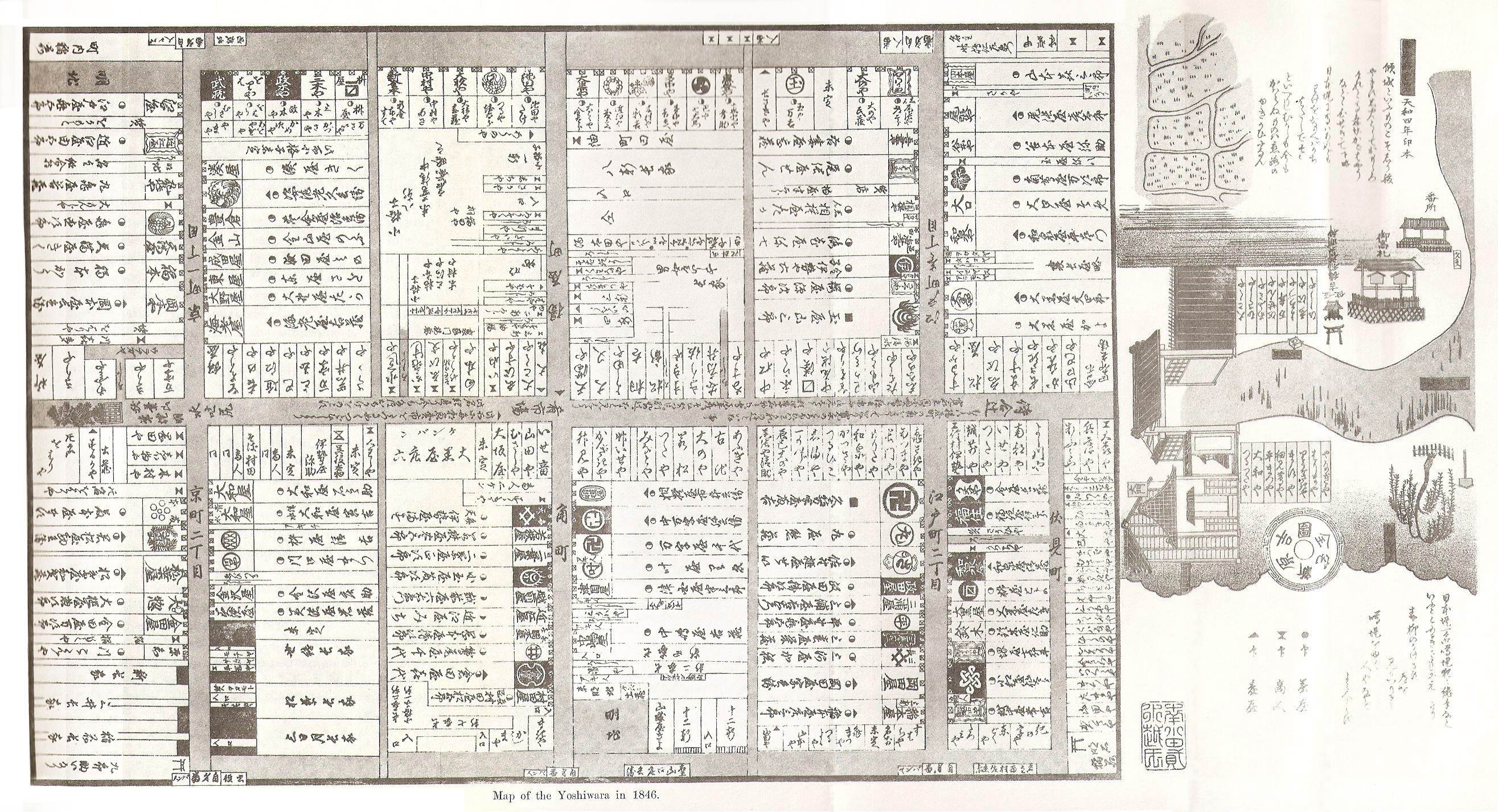
吉原地图（1846年）

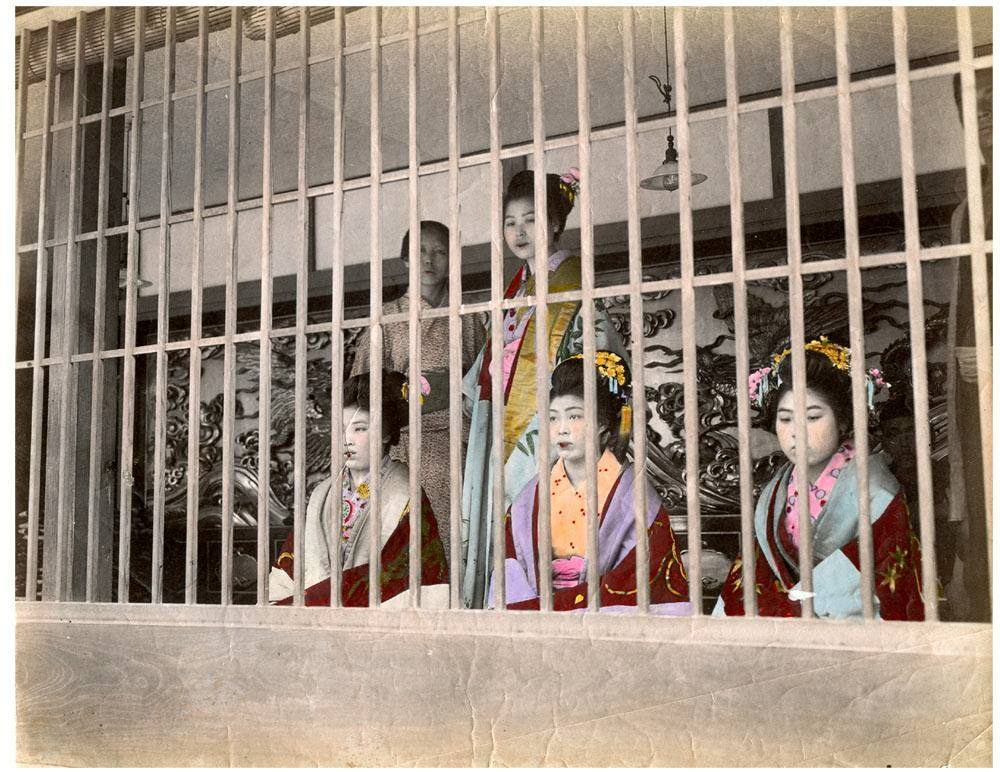
吉原遊廓裡的

1617年，徳川幕府下令将卖淫限制在城市郊区的遊廓。其中以江户 （今东京） 吉原遊廓、 大阪新町遊廓和京都岛原最为有名。
获得营业执照的江户妓女和交际花被称为遊女，并被分成各种不同的等级，其中 以「太夫」（后改称“花魁”）为最高级。遊廓修有院墙并设有保安以便于收税和管理。除了看望即将死去的亲人和每年一次的“赏樱”之外，遊女极少被允许走出墙外。
在平戶，日本女人可以和中国和欧洲男人发生性关系。1609年， 荷兰东印度公司在平戶设立了站点。被台风困在日本的外国海员可以从未婚姑娘的父母那里租用他们的女儿数月或数周。未婚姑娘通过几个夏季的性服务赚来的钱攒够嫁妆，然后出嫁。一些嫁给外国商人或是成为他们的妾。荷兰商人科奈利斯·范·尼恩罗德与两名日本女人有染并生有混血女儿。郑成功则是中国闽南商人郑芝龙与一位日本女人所生。德川家康雇佣的英国人三浦按針也有两名日本女人。
在江户時代，招待中国人、荷兰人和日本人的妓女各有不同的称呼，但到了明治时期，招待外国人的日本妓女開始通称为唐行小姐。在日本的荷兰人会被限制在出岛，日本妓女进岛服务，价格也很贵。中国人买春起初和日本人一样被要很低的价格，而且可以与服务日本男人的妓女以及良家妇女发生性行为，不像荷兰人那样居所受到限制并只能与妓女发生性行为。但后来，中国人也像荷兰人一样被限制在固定的居所，由专门的妓女服务。一些中国男人甚至与日本妓女发生恋情。1789年，苏州商人陳仁謝与他的日本女人連山一起殉情。1690年，何旻德因造假被处死后 。与他海誓山盟的日本女人登倭为其自杀。按照日本的法律，日本女人与中国和荷兰男人生下的混血儿，需要留在日本，不得去往中国或荷兰，但混血儿的生父可以资助混血儿的教育。

### 明治時期至二战前
幕末，受西方文化影响，日本在明治时期发生很大变化。1872年玛利亚·路斯号事件后，明治政府开始废除部落贱民、娼妓等债役制度，颁布了《艺娼妓解放令》。1900年，内务省 颁布《娼妓取缔规则》。不过政府取缔令并没有使日本娼妓的数量得到减少。相反，性产业在日本变得异常繁荣，明治时期的日本甚至被称为“娼妓王国”。由于现代交通工具的发展，对娼妓的需求与供应都提高了，日本女性人口数量也大幅增长。日本明治政府得以向性服务业征税。幕末至明治时期，日本政府从性服务业的税收在其财政收入中占很大的比例。1908年，内务省还发布了整治不接受政府管制性行业的第16号令。

#### 唐行小姐
19世纪末至20世纪初，明治时期的日本将大量乡村贫困女性输出至东亚、东南亚、 西伯利亚（俄罗斯远东地区)、满洲和英属印度诸省充当娼妓，为中国人、欧洲人、东南亚人等提供性服务。这些外输招待外国人的日本妓女被称为“唐行小姐”。
日本唐行小姐在海外所赚的钱会被汇回日本发展军事，为日后日本在甲午战争击败中国打下基础。日本人也将唐行小姐称为“娘子军”。日本近代思想家福泽谕吉甚至说：“日本對付亞洲有兩種武器，一是槍，二是娘子軍”。 

### 二战之後

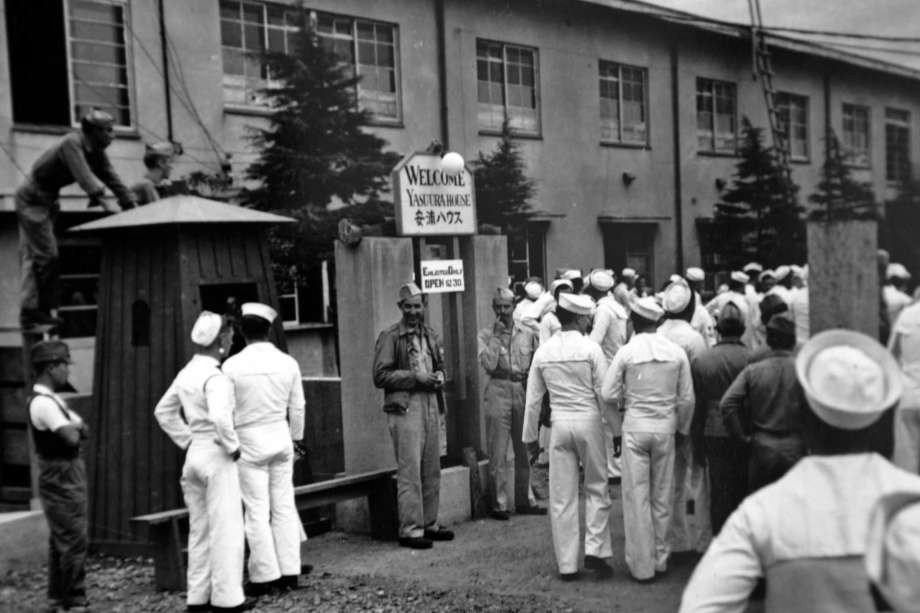
美占领军士兵聚集在安浦大厦

第二次世界大战刚刚结束时，東久邇宮稔彥王政府成立了为占领军提供性服务的特殊慰安设施协会（RAA）。1945年8月19日，日本内务省下令各地方政府为占领军提供性服务，以保存日本民族的纯洁。日本美军慰安妇由日本警察招募既有妓女也有良家妇女。美军慰安妇制度与日本在太平洋战争期间强征的亚洲各占领国日军慰安妇相似。
1946年驻日盟军总司令下令日本取缔妓院后，日本性服务业开始在被称为“赤线”的地区发展。这些地区往往以俱乐部或咖啡厅为掩护实则提供性服务。日本警察在地图上将这些地区用红线勾勒标识，因此得名“赤线”。除赤线外，还有因警察在地图上用蓝线标识而得名的“藍線”。蓝线地区一般以饭店、酒吧等管制较轻的商业为掩护从事性服务。东京地区最著名的赤线有吉原和新宿二丁目，最著名的蓝线是歌舞伎町。

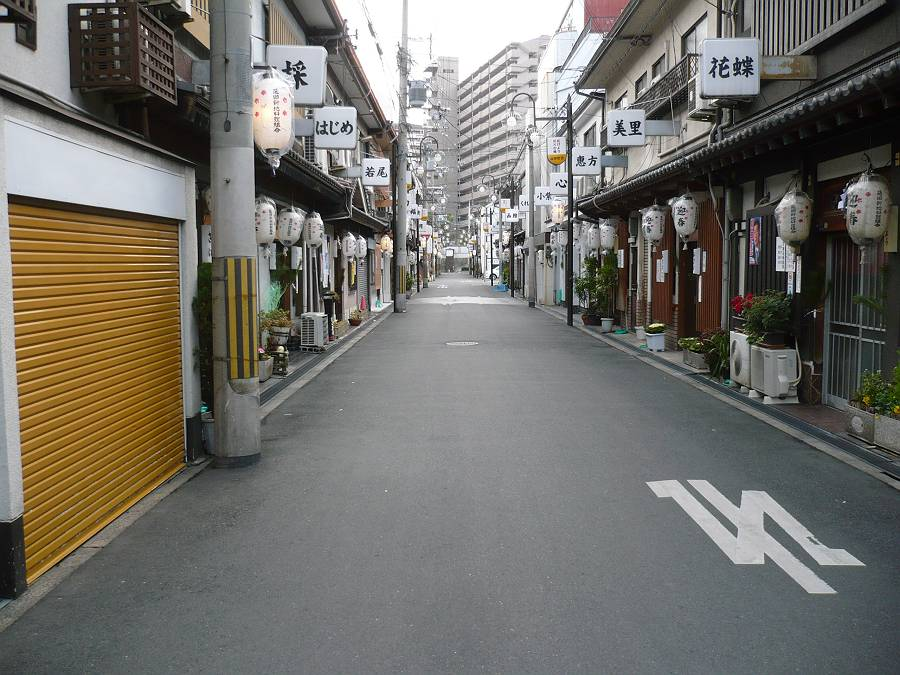
大阪飛田新地，西日本最大的紅燈區

1947年，日本第9号勅令惩罚唆使女性卖淫的行为，但卖淫本身仍然是合法的。对于嫖娼行为，由于在惩罚程度上的分歧，多个惩罚嫖娼的法令都未被日本国会通过。1956年5月24日，日本国会通过卖淫违法的《卖春防止法》。随着该法律在1958年4月生效，“赤线”和“藍線”地区开始消失，日本性服务业转为泡泡浴等性娱乐的形式。
2013年，日本维新会党首桥下彻提出驻日美军通过日本性服务设施发泄性欲的观点，但遭到美国国务院的批评。

## 法律漏洞
雖然《賣春防止法》禁止性交易，但該法條中沒有罰則。此外，該法對性交易的定義限制是和「不特定對象」進行「陰道性交」。口交、肛交、同性性交等其他性行為不在規定的範圍中。性產業讓性工作者先為客人按摩，讓雙方互相認識之後，再進行性交易，如此就不算是「不特定人士」。

## 美化性词汇
- “卖春”：字面意思“卖青春”，在现代日语中指非法卖淫。“卖春妇”为娼妇、妓女。
- “买春”：意为嫖娼。
- “水商賣”：泛指整个性服务业和娱乐业。
- “風俗”：字面意思是“社会风俗”，但一般指代性服务业，性風俗。

## 扩展阅读
- Leupp, Gary P. . Continuum International Publishing Group. 2003: 35, 48–50, 52. ISBN 978-0-8264-6074-5.